# Stazione di Sanremo
La stazione di Sanremo è una fermata ferroviaria posta sulla ferrovia Genova-Ventimiglia a servizio dell'omonima città. È stata inaugurata nel 2001 in sostituzione della vecchia stazione posta sul tracciato originario della strada ferrata.

## Storia
La fermata è stata inaugurata il 27 settembre 2001, in contemporanea con la nuova tratta tra Bordighera e San Lorenzo, in galleria e a doppio binario, della ferrovia Genova-Ventimiglia, a discapito della vecchia a binario unico che correva lungo la costa, riqualificata come pista ciclabile.

## Strutture e impianti

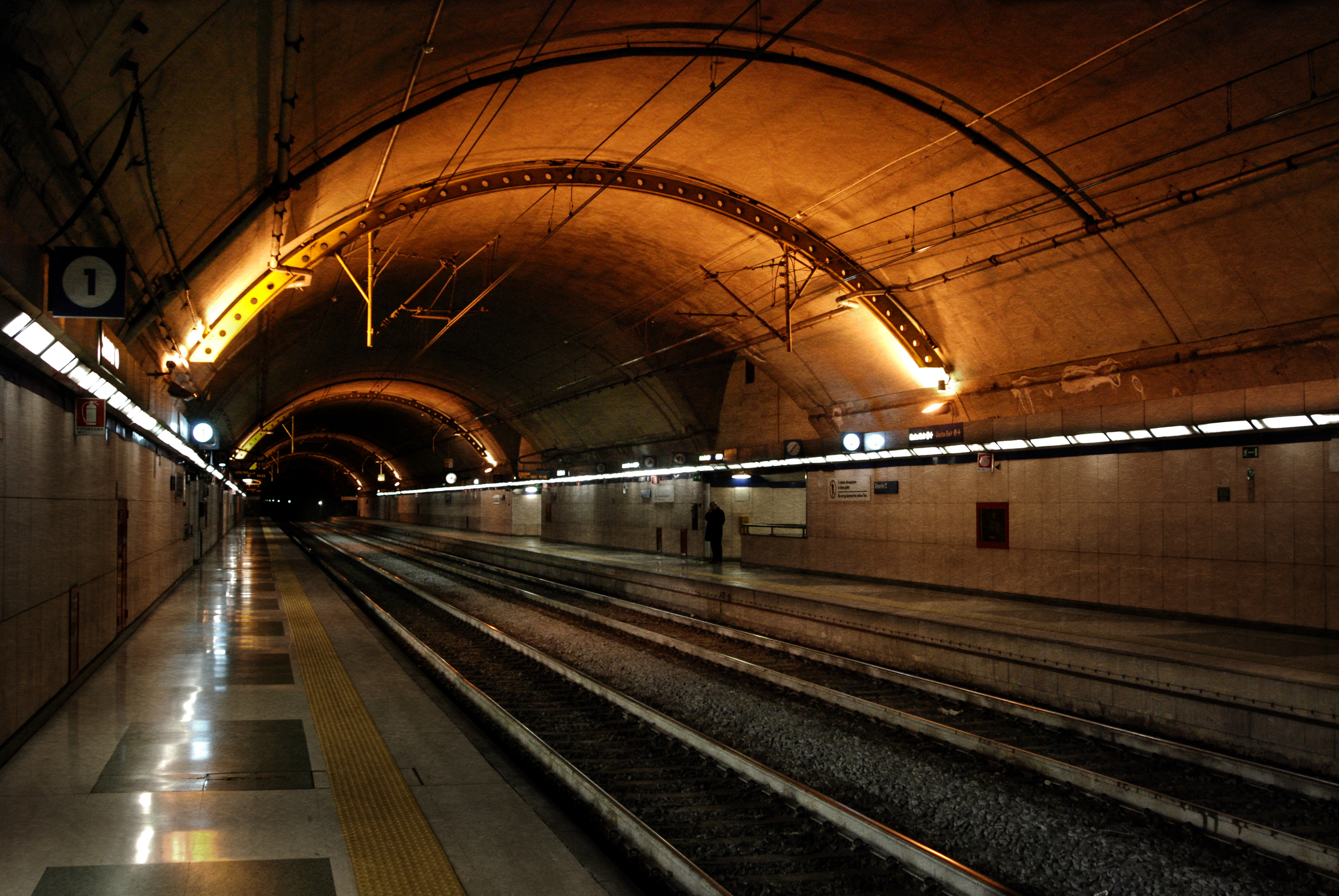
Il piazzale binari

La struttura, costruita in galleria, è dotata di un fabbricato viaggiatori dove si trova una biglietteria con operatori e quattro automatiche, numerose sedute per l'attesa, un bar, alcuni distributori automatici di bibite, snack e caffè, un sottopassaggio per collegare i due binari adibiti al servizio viaggiatori (con scale mobili o ascensori), un parcheggio multipiano e l'ufficio della Polizia ferroviaria.
Dall'ingresso per arrivare alla sede ferroviaria bisogna percorrere un corridoio lungo 400 metri e largo 8,6 metri, attrezzato con 4 tapis-roulant per direzione. Il tempo di percorrenza dichiarato è di circa 15 minuti.
La fermata, costruita in un camerone di 550 metri, è dotata di due binari passanti senza deviate e binari di ricovero, uniti tra loro tramite un sottopassaggio; trovandosi in galleria, manca di scalo merci.

## Movimento
La stazione è servita da treni regionali svolti da Trenitalia nell'ambito del contratto di servizio stipulato con la Regione Liguria e relazioni a lunga percorrenza a cura della stessa Trenitalia. Fino al 2020 era servita anche dal treno a lunga percorrenza Nizza-Mosca e ritorno Riviera Express.

## Servizi
La fermata, classificata da RFI come silver, dispone di:
- Biglietteria a sportello
- Biglietteria automatica
- Sale d'attesa
- Bar
- Servizi igienici
- Posto di Polizia ferroviaria

## Interscambi
- Stazione taxi
- Fermata autobus

## Galleria d'immagini

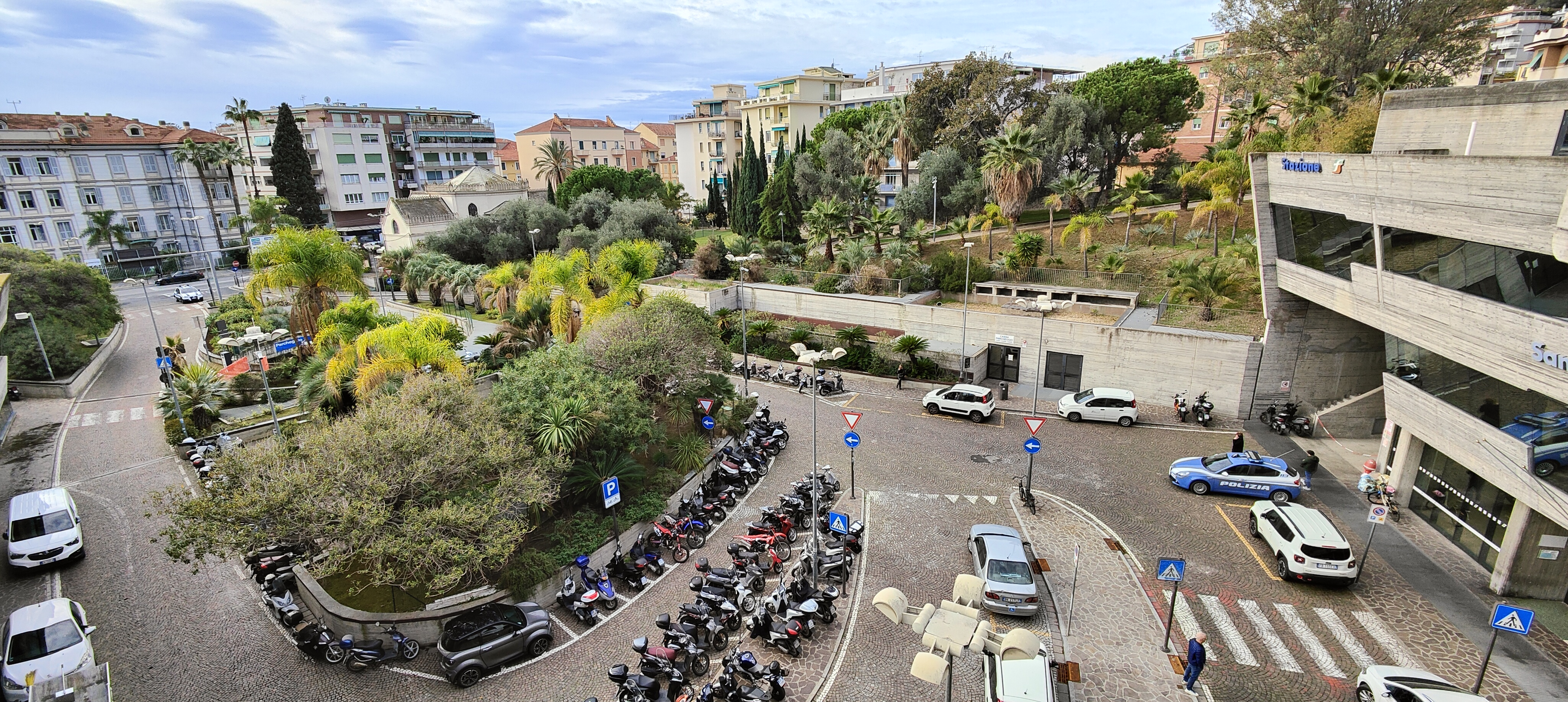
La stazione di Sanremo e il suo piazzale visto dall'alto.
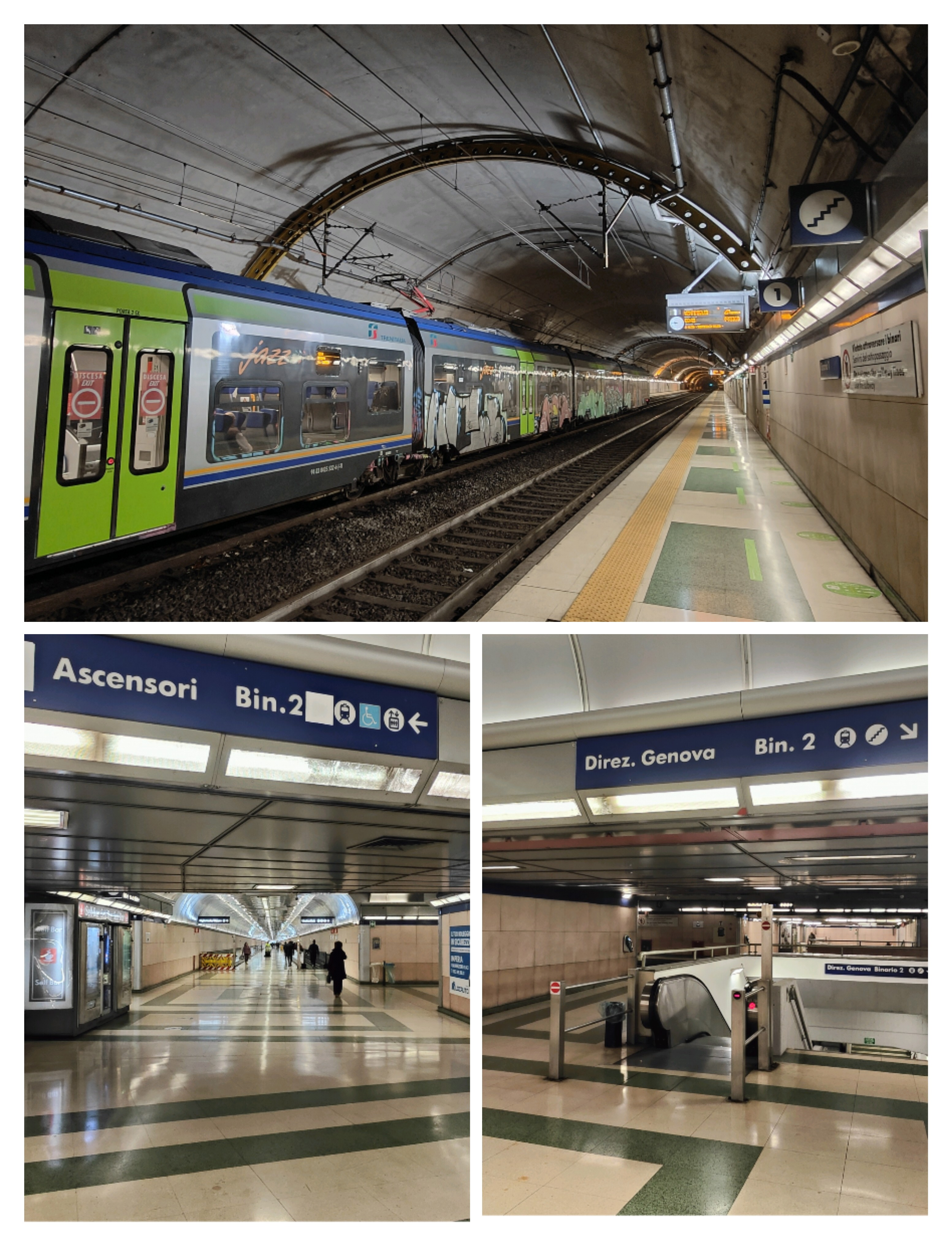
Treno "Jazz" direzione Imperia, sotto a Sx: ingresso stazione (dopo bar-tabacchi, la biglietteria con personale e ufficio Polfer): il corridoio (lungo 700 mt) con i tapis roulant conducenti ai binari, a Dx: sottopasso per bin. 2 (direz. Imperia).
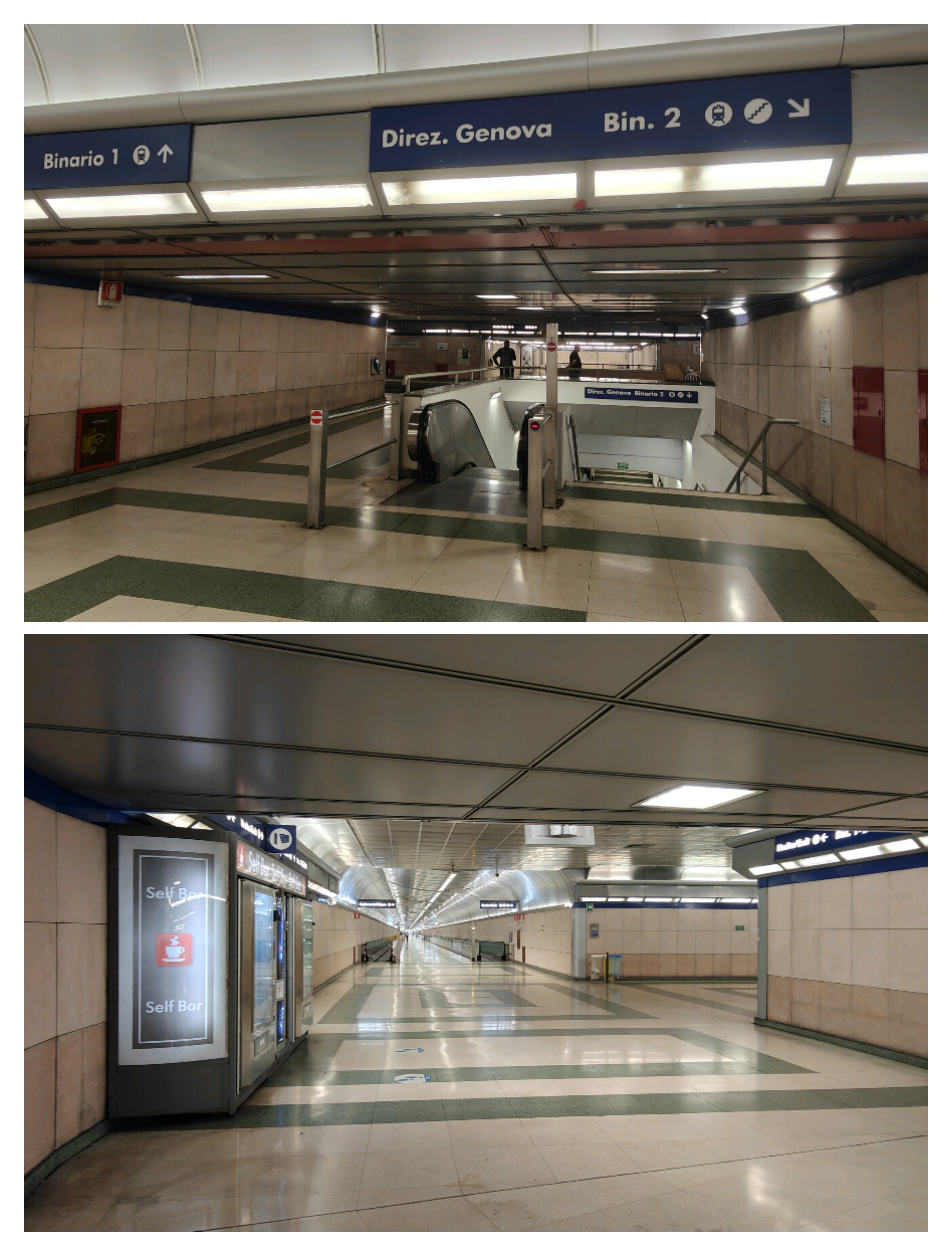
In fondo al percorso verso il piano del ferro; in basso: il corridoio di 700mt. visto dall'inizio verso l'uscita sul piazzale
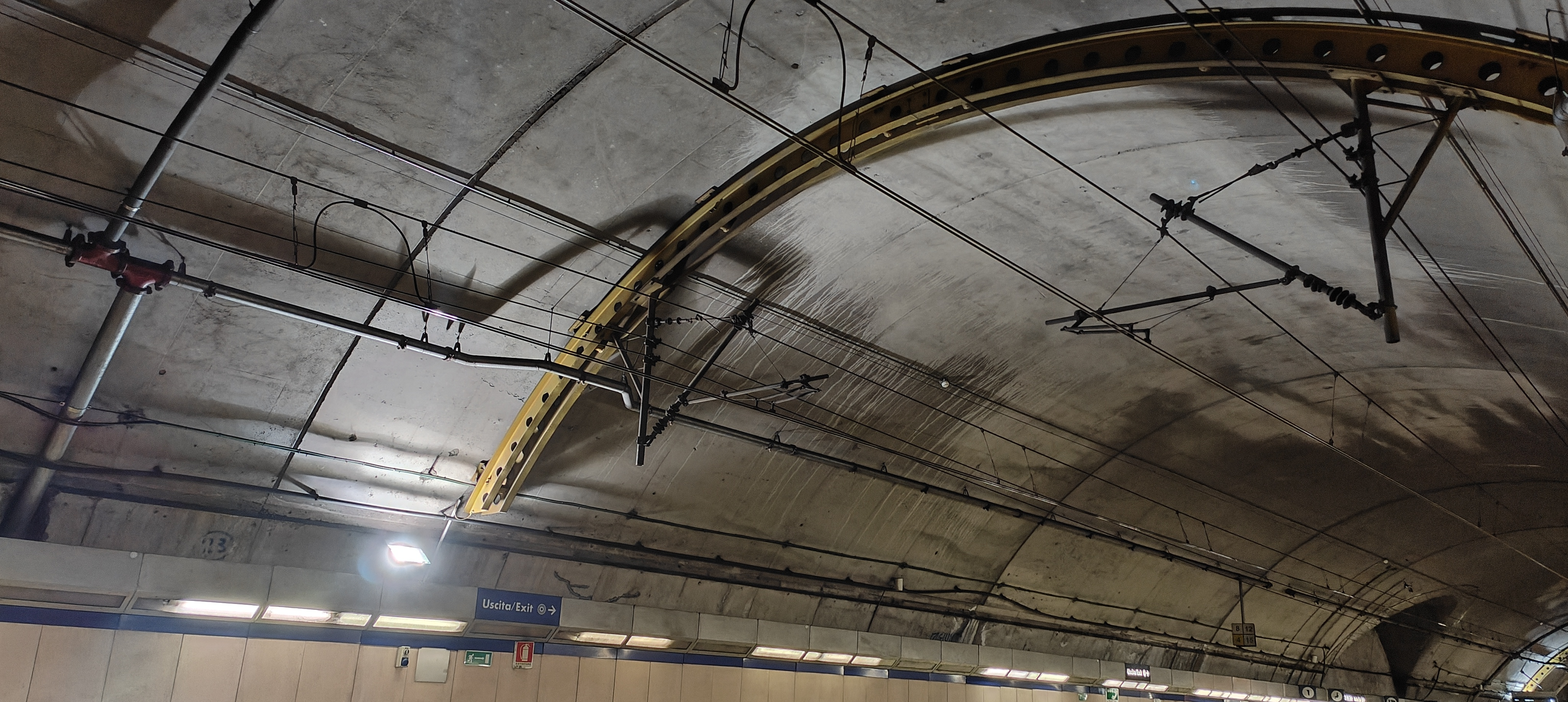
Struttura ad arco sulla quale sono fissate le colonne di sospensione della catenaria 3kV.
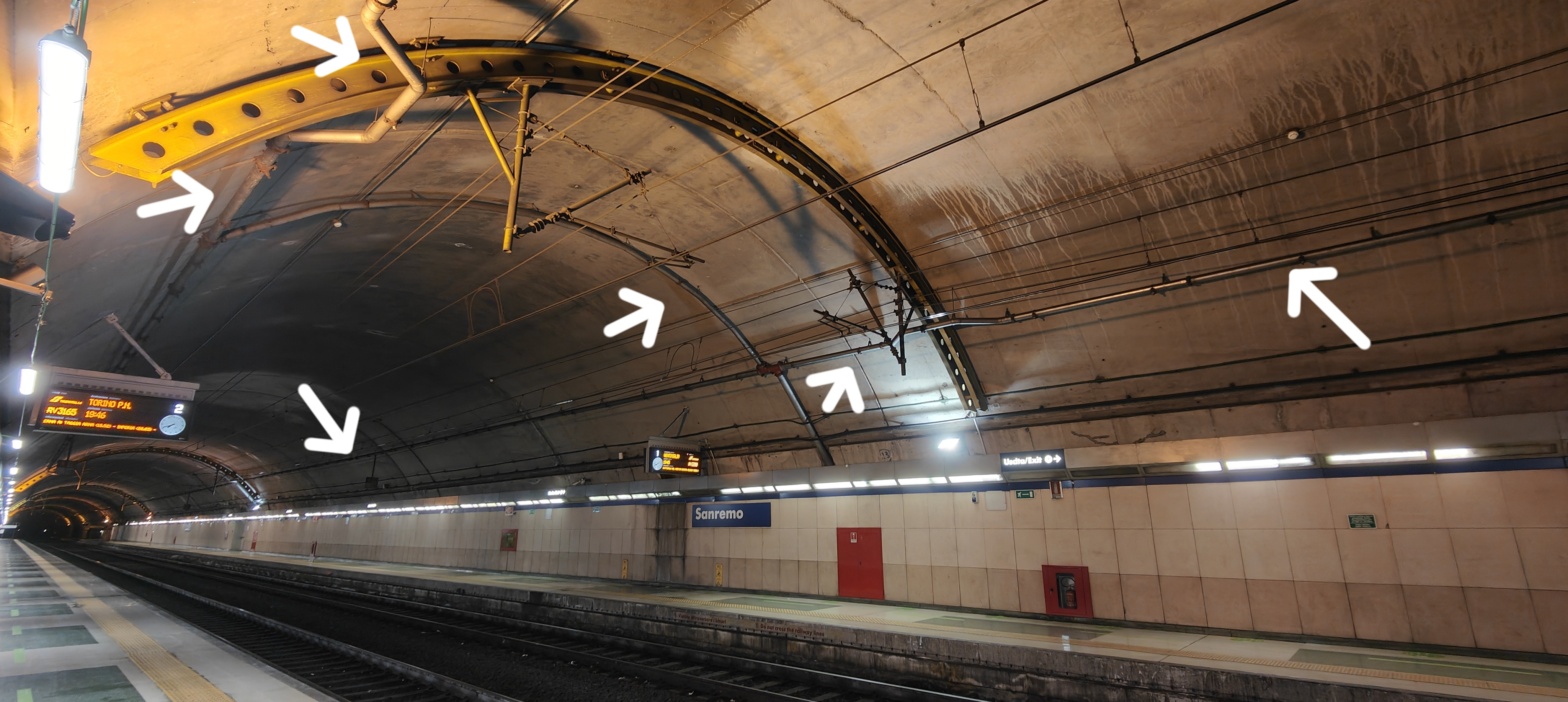
Frecce: Particolari dell'impianto antincendio come d'uso nelle moderne gallerie ferroviarie